# 前卫通用光盘
FVD（Forward Versatile Disc），中文名稱為前瞻多功能光碟或紅光高畫質影音光碟（依據FVD官方網站之定名），是由台灣的工業技術研究院（工研院）所主導開發的光碟儲存格式。其目標是在現有DVD與下一世代藍光光碟（HD DVD、Blu-ray Disc）之間作一過渡期，提供一個在兩者世代交替的解決方案。
FVD的全名應為HD-FVD（High Definition - Forward Versatile Disc），其中HD意為高畫質、高解析度、高分辨率、高清晰度（高清）之意，為了方便起見，一般稱之為FVD即可。

## 物理規格
物理規格（physical format），也稱為載體，意指FVD光碟容量大小。由於FVD使用紅光雷射（laser）作為存取光源，其波長為650奈米（nm），軌距縮小至0.64微米（μm）。且使用8/16或8/15編碼、提高偵錯（ECC）能力，則可達到單面單層5.4GB～6GB、單面雙層9.8～11GB、單面三層15GB。

## 邏輯規格
在邏輯規格（logical format）上，分為視訊與音訊壓縮技術。
- 視訊壓縮技術，也稱為視頻編碼，使用微軟（Microsoft）公司的WMV-9（Windows Media Video-9），也稱為VC-1編碼技術。搭配比DVD光碟更大的儲存容量，FVD影片畫面解析度可達1920x1080x60i、1280x720x30p，可收錄135分鐘完整的高畫質節目於一張FVD光碟上。

- 詳細影片解析度規格，如下表：

| 節目像素/Frame rate | 碟片格式/Layer | 節目長度/mins |
| ------------------- | -------------- | ------------- |
| 1920x1080x60i       | 單面單層       | 約70分鐘      |
| 1920x1080x60i       | 單面雙層       | 約135分鐘     |
| 1920x1080x24p       | 單面單層       | 約80分鐘      |
| 1920x1080x24p       | 單面雙層       | 約150分鐘     |
| 1280x720x30p        | 單面單層       | 約120分鐘     |
| 1280x720x30p        | 單面雙層       | 約220分鐘     |
| 1280x720x24p        | 單面單層       | 約135分鐘     |
| 1280x720x24p        | 單面雙層       | 約260分鐘     |
| 720x480x30p         | 單面單層       | 約300分鐘     |

- 音訊壓縮技術，也稱為音頻編碼，使用微軟公司的WMA（Windows Media Audio）技術，或工業技術研究院自行開發的ITRI-Audio技術。

## 版權保護機制
版權保護機制，也稱內容保護系統（Content Protection System），使用高級加密標準（Advanced Encryption Standard）作為影片內容的防盜版措施，且支持取消非法裝置的播放功能，用以保護知识产权。

## 前瞻光儲存研發聯盟
前瞻光儲存研發聯盟（Advance Optical
Storage Research Alliance），簡稱AOSRA，是由工研院結合台灣光學儲存媒體領域30家廠商所組成的組織：
- 研究單位代表：工研院。
- 光碟片廠商：錸德科技、中環公司、利碟科技、訊碟科技、國碩科技、鈺德科技、精碟科技、遠茂光電。
- 光碟機廠商：建興電子、明基電通、廣明光電、威剛科技、宜達電子、微星科技、鴻友科技。
- 晶片廠商：聯發科技、揚智科技、威騰光電、淩陽科技、其樂達科技。
- 軟體影像廠商：得利影視、亞藝國際。

## 大記事
- 2004年4月6日，工業技術研究院結合國內28家光儲存相關廠商成立的「台灣前瞻光儲存研發聯盟」（AOSRA, Advanced Optical Storage Research Alliance）於台北君悅大飯店舉行HD-FVD發表會，代表著台灣光儲存技術的提升，開啟了台灣光儲存產業新的里程碑。

- 2005年4月，FVD產業聯盟推出FVD影音光碟機，型號為FVD-100，由宜達電子（EDL）、雅光電器製造與代理，為預產先行機，並未正式大量上市。

- 2005年6月23日，工研院光電所研發團隊發表「FVD網路技術」，發表四項技術：FVD網路技術、FVD PC遠端遙控管理平台、FVD PC播放軟體技術、ITRI-AES防拷技術。

- 2005年11月25～29日，於台北世界貿易中心舉辦的第26屆台北音響影視大展，歌林公司（Kolin）正式推出HD-FVD影音光碟機，型號為KVD-1080，有HDMI接口，售價新台幣7999元，贈送HDMI接線。宜達電子也推出HD-FVD影音光碟機，型號為FVD-102，有DVI接口，售價新台幣6999元，贈送DVI接線。

### 雜誌專題報導
- DVD info.雜誌2005年6月號(台灣)－專訪工研院光電所副所長黃得瑞對FVD影音產業發展評估報導
- DVD info.雜誌2005年12月號(台灣)－HD FVD正式開賣特別報導

## 外部連結
- 工業技術研究院光電工業研究所 （页面存档备份，存于）
- 工業技術研究院 （页面存档备份，存于）
- 宜達電子股份有限公司
- 存儲時代